# 1687.
◄ | 16. stoljeće | 17. stoljeće | 18. stoljeće | ►
◄ | 1650-ih | 1660-ih | 1670-ih | 1680-ih | 1690-ih | 1700-ih | 1710-ih | ►
◄◄ | ◄ | 1684. | 1685. | 1686. | 1687. | 1688. | 1689. | 1690. | ► | ►►
Arhitektura • Astronomija • Biologija • Glazba • Kazalište • Kemija • Kiparstvo • Knjige • Književnost • Kršćanstvo • Medicina • Politika • Pravo • Promet • Slikarstvo • Znanost

## Događaji
- U djelu Isaaca Newtona: "Philosophiae naturalis principia mathematica" objavljeni su tri zakona klasične mehanike (Newtonovi zakoni gibanja)
- Velika seoba Hrvata iz Rame u Cetinsku krajinu[1]
- 9./10. lipnja – Hrvatski sabor je na svom zasjedanju proglasio Sv. Josipa zaštitnikom Hrvatskog kraljevstva. Proglašen je jednoglasnom odlukom redova i staleža Hrvatskog sabora.[2]
- 12. kolovoza – bitka kod Mohača, velika pobjeda hrvatsko-ugarskih, austrijskih i bavarskih snaga nad Turcima
- Vukovar je oslobođen od Turaka
- 21. studenoga – Svećano posvećena barokna crkva Santa Maria della Salute u Veneciji.[3]

## Vanjske poveznice
|  | Zajednički poslužitelj ima još gradiva o temi 1687. |